# Владимиро-Петровка
Владимиро-Петровка — село в Ханкайском районе Приморского края России.
Входит в состав муниципального образования Камень-Рыболовское сельское поселение, в который входят сёла Астраханка, Камень-Рыболов, Владимиро-Петровка и Пархоменко. Село находится в 4 км от трассы Владивосток — Турий Рог и в 13 км от райцентра.

## История
Образовано переселенцами из Киевской и Могилевской областей. В 1914 году многие жители были призваны на войну с Германией, но не все вернулись. В годы гражданской войны в 1918—1922 гг. многие первопоселенцы сражались в партизанских отрядах.
В 1931 году образовался колхоз «Искра социализма».
В начале 50-х годов колхоз «Искра социализма» был переименован в колхоз «Заря», который в начале был отделением Ханкайской птицефабрики, а в 1960 году реорганизован в совхоз. В 1964 году совхоз стал 5-м отделением совхоза «Астраханский», а в 1965 году на землях села началось строительство рисовой системы. В 1966 году начали сеять рис. В 1967 году на базе 5-го отделения совхоза «Астраханский» был организован Владимиро-Петровский рисовый совхоз. В 1972 году совхоз был переименован в совхоз «Имени 50-летия СССР». В начале 70-х годов началось строительство поселка. В селе выросли новые улицы с коттеджами, двухэтажными домами с коммунальными услугами, новый торговый центр, школа, сельский дом культуры и другие здания. В 1975 году за успехи в рисоводстве совхоз получил переходящее знамя Совета Министров СССР и денежную премию.
С 2002 года на месте СХПК «Владимиро-Петровский» образован СХПК «Новый». Сегодня кооператив «Новый» один из лучших в районе.

## Население
| 1915 | 2002  | 2005  | 2010  |
| ---- | ----- | ----- | ----- |
| 355  | ↗1346 | ↘1327 | ↘1179 |